# Gun (английская группа)
Gun — британская рок-группа, образованная в 1967 году Полом Гурвицем (Кертисом) на базе его прежней группы The Knacks.

## История
С момента образования в 1967 году Gun начали выступать в небольших лондонских клубах на одних сценах с Pink Floyd и T. Rex. Состав группы несколько раз менялся (в частности, одно время в него входил будущий вокалист Yes Джон Андерсон), пока примерно в середине 1968 года братья Гурвицы наконец не обзавелись постоянным ударником в лице Луиса Фаррелла и не остановились на популярном в то время формате тяжёлого трио (как у Cream и The Jimi Hendrix Experience). Вскоре музыканты подписали контракт с переквалифицировавшимся в менеджеры известным джазменом Ронни Скоттом, а затем и со звукозаписывающей компанией CBS.
Во второй половине того же 1968 года Gun записали свой первый альбом, носивший то же название, что и группа, а к концу года сингл из него Race With The Devil вошёл в горячие десятки хит-парадов большинства европейских стран (в Великобритании эта композиция поднялась до четвёртого места). Впоследствии кавер-версии Race With The Devil записывались целым рядом известных музыкантов, среди которых были Black Oak Arkansas, Judas Priest, и Girlschool.
Этот хит попыталась сыграть также группа Uriah Heep, однако гитарист её не мог повторить безупречную игру Гурвица.
В 1969 году группа выпустила второй альбом Gunsight, однако он не смог повторить успеха первого, хотя и содержал достаточно добротный материал. Музыканты какое-то время ещё продолжали играть вместе, однако вскоре их пути разошлись. О роспуске группы было официально объявлено в 1970 году.

## Состав
- Адриан Гурвиц — гитара;
- Пол Гурвиц — бас-гитара;
- Луис Фаррелл — ударные[1].

## Дискография
- Gun (1968)
- Gunsight (1969)